# تپه کژدم علی گرزان علیا
تپه کژدم علی گرزان علیا در شهرستان صحنه، بخش مرکزی، روستای علی گرزان علیا واقع شده و این اثر در تاریخ ۳۰ تیر ۱۳۸۴ با شمارهٔ ثبت ۱۲۱۹۶ به‌عنوان یکی از آثار ملی ایران به ثبت رسیده است.